# Simone Brändli
Simone Brändli (* 27. Februar 1980 in Horgen als Simone Benz) ist eine ehemalige Schweizer Triathletin. Sie ist zweifache Ironman-Siegerin (2011 und 2014) und wird als viertschnellste Athletin in der Bestenliste Schweizer Triathletinnen auf der Ironman-Distanz geführt. Zusammen mit Caroline Steffen und Daniela Ryf gehört sie zu den drei Schweizerinnen, die eine Ironman-Distanz unter neun Stunden beenden konnten.

## Werdegang
Simone Benz war erst im Schwimmsport aktiv (Schwimmverein Wädenswil), bevor sie mit dem Triathlon begann.
Sie startete Anfang 2010 als Profi-Triathletin im Team Tempo-Sport Olivier Bernhard, wo sie vom ehemaligen Triathleten Olivier Bernhard trainiert wurde.
Simone Benz startet vorwiegend bei Wettbewerben auf der Mittel- oder Langdistanz und im November 2011 holte sie sich in Mexico ihren ersten Sieg auf der Ironman-Distanz (3,86 km Schwimmen, 180,2 km Radfahren und 42,195 km Laufen).

### Nationalmannschaft Langdistanz-Triathlon 2011–2015
Im November 2011 gewann sie den Ironman Mexico und im Dezember wurde Simone Benz in die Swiss-Triathlon-Nationalmannschaft (Long Distance Team) aufgenommen, der sie bis 2015 angehörte.
Seit 2013 ging sie für das Team Erdinger Alkoholfrei an den Start und wurde von Susanne Buckenlei trainiert.
Im April 2014 konnte sie als zweite Schweizerin (nach der vierfachen Siegerin Natascha Badmann) in Port Elizabeth den Ironman South Africa für sich entscheiden. Die hierfür erhaltenen Punkte im Kona Pro Ranking System des Veranstalters WTC ermöglichten ihr eine Qualifikation für einen Startplatz beim Ironman Hawaii im Oktober (Ironman World Championships), wo sie als zweitschnellste Schweizerin den 13. Rang belegte.
Im November 2015 konnte sie in Thailand den Laguna Phuket Triathlon und eine Woche später auch die Challenge Laguna Phuket auf der Mitteldistanz gewinnen.
Im Juli 2017 wurde Simone Brändli beim Gigathlon Switzerland disqualifiziert, nachdem sie unerlaubt eine Eisenbahnverbindung überquert hatte.

### Privates
Simone Brändli war von 2007 bis 2020 als Staatsanwältin tätig. Im Januar 2017 erklärte die damals 36-Jährige ihre aktive Zeit für beendet. Sie war seit 1. Januar 2021 als beratende Rechtsanwältin tätig und ist Mitglied des Anwaltsverbands des Kantons Schwyz (AVSZ).

## Sportliche Erfolge
| Datum/Jahr    | Rang | Wettbewerb                      | Austragungsort  | Zeit       | Bemerkung |
| ------------- | ---- | ------------------------------- | --------------- | ---------- | --- |
| 29. Nov. 2015 | 1    | Challenge Laguna Phuket         | Phuket          | 04:22:42   | |
| 22. Nov. 2015 | 1    | Laguna Phuket Triathlon         | Phuket          | 02:48:04   | 1,8 km Schwimmen, 55 km Radfahren und 12 km Laufen                                                                               |
| 6. Sep. 2015  | 1    | Triathlon di Locarno            | Locarno         | 02:03:28   | |
| 23. Aug. 2015 | 1    | Challenge Walchsee-Kaiserwinkl  | Walchsee        | 04:17:56   | |
| 14. Juni 2015 | 1    | Challenge Camsur                | Camarines Sur   | 04:17:42   | |
| 2. Mai 2015   | 1    | Lisboa Triathlon                | Lissabon        | 04:17:32   | |
| 25. Mai 2014  | 9    | Ironman 70.3 Austria            | St. Pölten      | 04:33:48   | |
| 26. Apr. 2014 | 8    | Challenge Fuerteventura         | Fuerteventura   | 04:44:11   | mit 25:21 min beste Schwimmzeit der Frauen                                                                                       |
| 26. Jan. 2014 | 3    | Ironman 70.3 South Africa       | East London     | 04:42:39   | |
| 1. Sep. 2013  | 1    | Triathlon di Locarno            | Locarno         | 04:13:53   | |
| 24. Aug. 2013 | 1    | Uster Triathlon                 | Uster           | 02:14:36   | |
| 26. Mai 2013  | 12   | Ironman 70.3 Austria            | St. Pölten      | 04:12:33   | Das Rennen musste witterungsbedingt ohne die Schwimmdistanz ausgetragen werden.                                                  |
| 2. Sep. 2012  | 1    | Triathlon di Locarno            | Locarno         | 04:14:35,1 | |
| 17. Juni 2012 | 3    | UK Ironman 70.3                 | Somerset        | 04:57:16   | |
| 3. Juni 2012  | 6    | Ironman 70.3 Switzerland        | Rapperswil-Jona | 04:28:30   | |
| 20. Mai 2012  | 8    | Ironman 70.3 Austria            | St. Pölten      | 04:32:16   | |
| 11. Sep. 2011 | 13   | Ironman 70.3 World Championship | Las Vegas       | 04:41:33   | |
| 14. Aug. 2011 | 13   | Ironman 70.3 Germany            | Wiesbaden       | 05:04:39   | Europameisterschaft auf der Mitteldistanz                                                                                        |
| 19. Juni 2011 | 4    | UK Ironman 70.3                 | Somerset        | 05:04:18   | |
| 5. Juni 2011  | 9    | Ironman 70.3 Switzerland        | Rapperswil-Jona | 04:31:12   | |
| 22. Mai 2011  | 5    | Ironman 70.3 Austria            | St. Pölten      | 04:33:16   | schnellste Frau beim Schwimmen (25:22 min)                                                                                       |
| 7. Juni 2009  | 3    | Ironman 70.3 Switzerland        | Rapperswil-Jona |            | |
| 8. Nov. 2008  |      | Ironman 70.3 World Championship | Clearwater      | 04:25:32   | Zweite in der Altersklasse W25-29 bei der Ironman 70.3 World Championship (1,9 km Schwimmen, 90 km Radfahren und 21,1 km Laufen) |

| Datum/Jahr    | Rang | Wettbewerb           | Austragungsort | Zeit     | Bemerkung                                                                                        |
| ------------- | ---- | -------------------- | -------------- | -------- | ------------------------------------------------------------------------------------------------ |
| 11. Okt. 2014 | 13   | Ironman Hawaii       | Hawaii         | 09:32:33 | Ironman World Championship                                                                       |
| 29. Juni 2014 | 2    | Ironman Austria      | Klagenfurt     | 08:49:16 | persönliche Ironman-Bestzeit und Rekordzeit im Schwimmen mit 45:51 min                           |
| 6. Apr. 2014  | 1    | Ironman South Africa | Port Elizabeth | 09:31:54 |                                                                                                  |
| 2. Nov. 2013  | 4    | Ironman Florida      | Panama City    | 09:00:40 |                                                                                                  |
| 14. Apr. 2013 | 4    | Ironman South Africa | Port Elizabeth | 09:32:24 |                                                                                                  |
| 13. Okt. 2012 | 20   | Ironman Hawaii       | Hawaii         | 09:53:24 |                                                                                                  |
| 15. Juli 2012 | 3    | Ironman Switzerland  | Zürich         | 09:30:58 |                                                                                                  |
| 22. Apr. 2012 | 2    | Ironman South Africa | Port Elizabeth | 09:52:26 | Zweite hinter Natascha Badmann                                                                   |
| 27. Nov. 2011 | 1    | Ironman Mexico       | Cozumel        | 09:14:08 | Simone Brändli kam nach 48:58 min als erste Frau aus dem Wasser (ohne Neopren)                   |
| 24. Juli 2011 | 13   | Ironman Germany      | Frankfurt      | 11:08:53 | neuer Streckenrekord auf der Schwimmdistanz, zusammen mit Lucie Zelenková (48:12 min)            |
| 10. Apr. 2011 | 7    | Ironman South Africa | Port Elizabeth | 09:31:21 |                                                                                                  |
| 10. Juli 2010 | 4    | Ironman Switzerland  | Zürich         | 09:29:44 | [ 11 ]                                                                                           |
| 10. Okt. 2009 | 34   | Ironman Hawaii       | Hawaii         | 10:10:54 | 2. Rang der Altersklasse W25-29                                                                  |
| 12. Juli 2009 | 6    | Ironman Switzerland  | Zürich         | 09:32:57 | Siegerin der Altersklasse W25-29 und damit qualifiziert für einen Startplatz beim Ironman Hawaii |
| 13. Juni 2008 | 9    | Ironman Switzerland  | Zürich         | 10:04:08 | 1. Rang in der Altersklasse W25-29                                                               |

| Datum/Jahr   | Rang | Wettbewerb | Austragungsort | Zeit | Bemerkung |
| ------------ | ---- | ---------- | -------------- | ---- | --------- |
| 8. Juli 2017 | DSQ  | Gigathlon  | Zürich         | –    | [ 13 ]    |

(DNF – Did Not Finish; DSQ – Disqualifiziert)

## Auszeichnungen
- 2012 wurde sie in ihrem Geburtsort Horgen als Sportlerpersönlichkeit des Jahres ausgezeichnet.